# Alive in America
Alive in America è un album discografico live del gruppo musicale statunitense degli Steely Dan, pubblicato il 17 ottobre 1995.
Il disco contiene registrazioni tratte dai tour del 1993 e del 1994 che videro la band tornare a suonare dal vivo per la prima volta dal 1974.

## Tracce
Tutti i brani sono stati composti da Walter Becker e Donald Fagen tranne dove indicato.
1. Babylon Sisters – 6:47
2. Green Earrings – 5:20
3. Bodhisattva – 5:47
4. Reelin' In the Years – 6:24
5. Josie – 6:12
6. Book of Liars (Walter Becker) – 4:19
7. Peg – 4:19
8. Third World Man – 6:38
9. Kid Charlemagne – 5:16
10. Sign in Stranger – 6:34
11. Aja – 9:00